# Фридрих Август Брауншвейг-Вольфенбюттельский
Фридрих Август Брауншвейг-Вольфенбюттельский (нем. Friedrich August von Braunschweig-Lüneburg-Oels; 29 октября 1740, Вольфенбюттель — 8 октября 1805, Айзенах) — немецкий принц и прусский генерал. Принц Брауншвейг-Вольфенбюттельский, с 1792 по 1805 год — герцог Олесницкий (Эльс) в Силезии.

## Биография
Один из тринадцати детей и четвертый сын герцога Карла I Брауншвейг-Вольфенбюттельского (1713—1780) и принцессы Филиппины Шарлотты Прусской (1716—1801).
В 1754 году принц Фридрих Август получил чин капитана Брауншвейг-Вольфенбюттельского лейб-гвардии полка, 28 августа 1761 году он стал оберстом и командиром Брауншвейг-Вольфенбюттельского пехотного полка. Во время Семилетней войны прин сражался в битвах под Фелинггаузеном, Вильгельмсталем, Мельзунгеном, Хомбургом и Фритцларом. 17 августа 1761 года он был произведен в генерал-майоры, а в октябре того же года участвовал в битве под Эльпером и участвовал о освобождении Брауншвейга от последней осады.
Фридрих Август и два его брата (Адольф Вильгельм и Леопольд) были масонами. С 1771 года — член Устава Строгого соблюдения, а с 1773 года — префект Берлина. В 1772—1799 годах принц Фридрих Август являлся национальным великим мастером Великой национальной материнской ложи Три глобуса, членом которой также был прусский король Фридрих II Великий. В Freimaurerlexikon 1932 года было написано, что принц имел сильную мистическую предрасположенность. Принц был назван алхимиком, розенкрейцером, экзорцистом и чудо-доктором. Принц Фридрих Август Брауншвейг-Вольфенбюттельский вместе со своим дядей Фердинандом Брауншвейгским поддерживал связь с графом Сен-Жерменом, всемирно известным алхимиком и оккультистом.
В 1763 году принц Фридрих Август получил чин генерал-лейтенанта и был назначен командующим Теттенборнского пехотного полка (позднее 19-го полка) прусской армии. Принц стал фаворитом своего дяди, короля Фридриха II Великого, и с тех пор сопровождал его на маневрах. Он также занимал пост губернатора крепости Кюстрин. 1 октября 1763 года он стал кавалером Ордена Черного орла. 20 декабря 1764 года принц стал почетным членом прусской Академии наук.
В 1774 году принц Фридрих Август был назначен ректором Бранденбурга. 21 мая 1787 года он был произведен в генералы от кавалерии. 13 декабря 1792 года после смерти своего тестя, герцога Карла Кристиана Эрдмана Вюртемберг-Эльса, Фридрих Август унаследовал герцогство Олесницкое (Эльс) в Нижней Силезии. 28 декабря того же года он был назначен командующим прусского армейского корпуса, направленного в Вестфалию, но по состоянию здоровья он вначале передал командование генерал-лейтенанту Александру фон Кнобельсдорфу 26 марта 1793 года, а затем, 20 марта 1794 года, окончательно уволился с военной службы. Принц Фридрих Август Брауншвейг-Вольфенбюттельский удалился в свой замок Сибилленорт в Нижней Силезии, где занимался переводом французских пьес и литературных произведений.
8 октября 1805 года принц Фридрих Август Брауншвейг-Вольфенбюттельский скончался в Айзенахе, во время посещения своей сестры Анны Амалии. Он был похоронен в Веймаре. После смерти Фридриха Августа герцогство Олесницкое (Эльс) унаследовал его племянник Фридрих Вильгельм, герцог Брауншвейг-Вольфенбюттельский (1771—1815), так называемый «Черный герцог».

## Брак
6 сентября 1768 года принц Фридрих Август Брауншвейг-Вольфенбюттельский женился на принцессе Софии Шарлотте Августе Вюртемберг-Эльс (1 августа 1751 — 4 ноября 1789), единственной дочери Карла Кристиана Эрдмана, герцога Олеснцикого (Эльс) (1716—1792) и графини Марии Софии Вильгельмины Сольмс-Лаубах (1721—1793). Их брак был бездетным.